# Vladimir Socor
Vladimir Socor (n. 3 august 1945, București, România – d. 9 august 2025, München, Germania) a fost un analist politic al Fundației Jamestown si Eurasia Daily Monitor, specializat în zona Europei de Est, stabilit in München, Germania.
Specializarea sa principală s-a axat pe problemele politice și conflictele etnice din fostele republici sovietice și CSI.
Vladimir Socor a fost un observator al spațiului est-european, specializându-se în afacerile politice și așa numitele „conflicte înghețate” ale regiunii ex-sovietice.. Licențiat în istorie (la Universitatea din București și Columbia University, New York, SUA), Vladimir Socor a publicat în mod curent în jurnalele academice occidentale.
Vladimir Socor este fiul compozitorului Matei Socor.